# Le Radical
 (mars 2025).
Pour les articles homonymes, voir Radical, Le Radical (1871-1872) et Le Radical de Vaucluse.
Le Radical est un quotidien politique et littéraire français fondé en 1881 et disparu en 1931.

## Historique

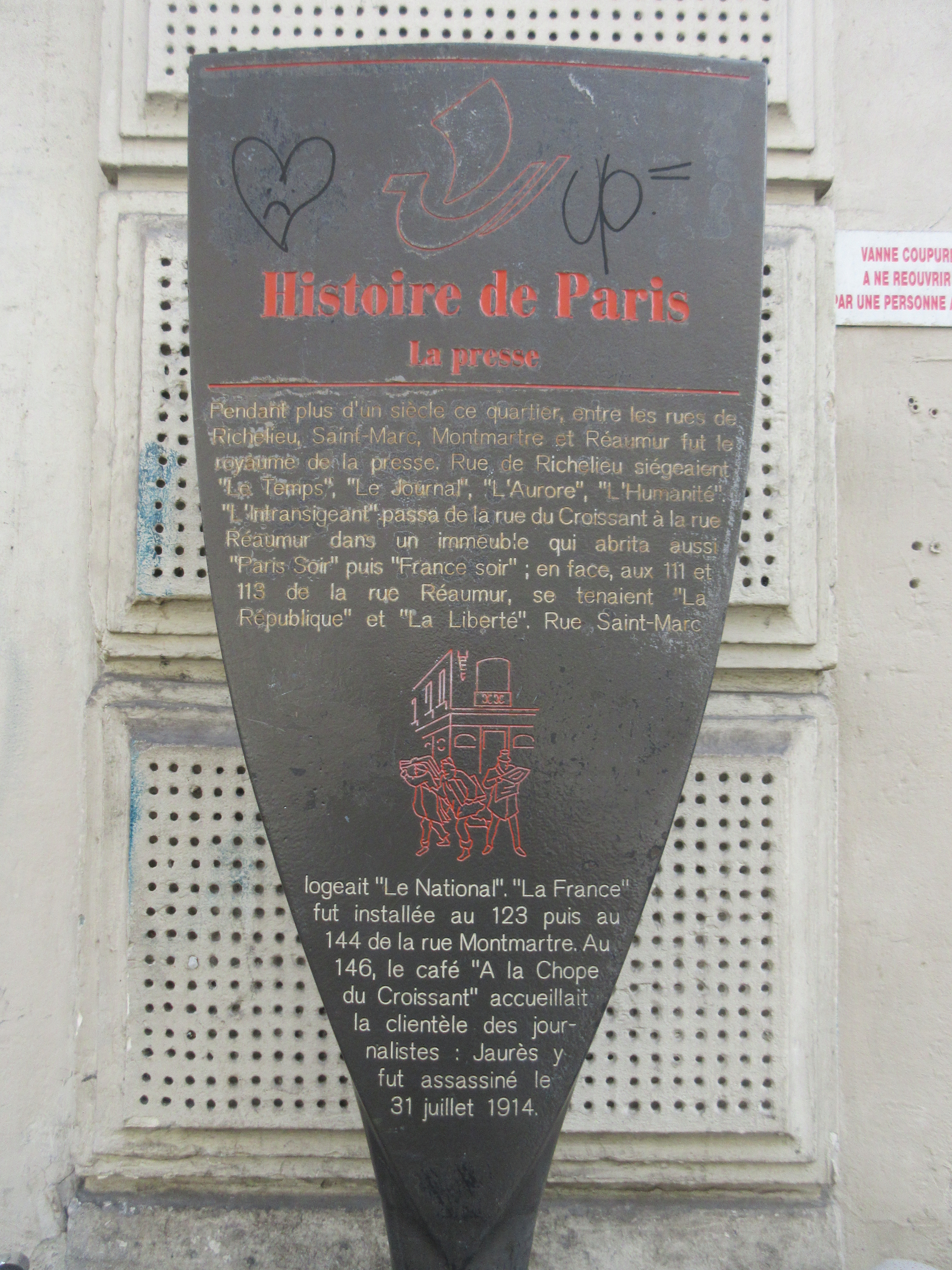
Panneau Histoire de Paris « La Presse ».

### L'ère Henry Maret

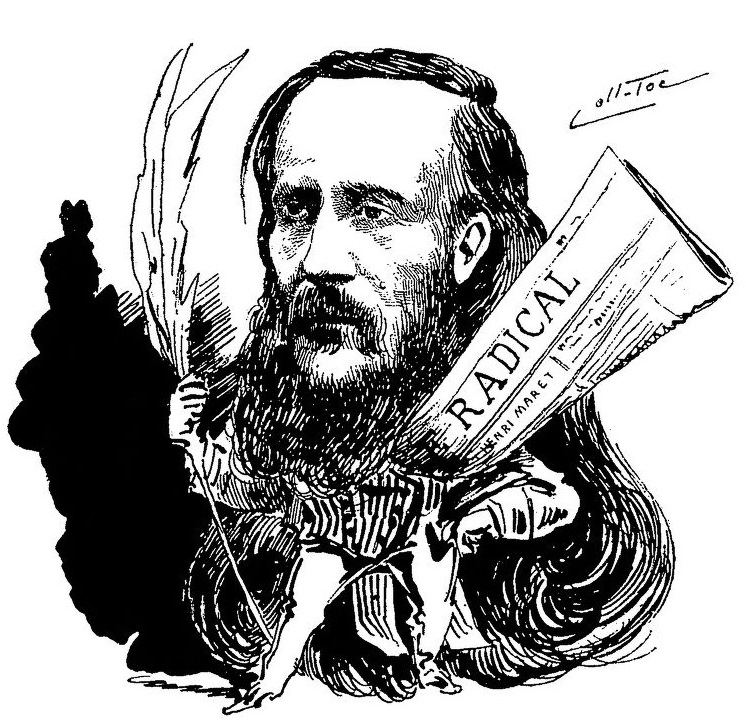
Henry Maret, fondateur et premier rédacteur en chef (1881-1897) du Radical (caricature par Coll-Toc).

Le journal est fondé en août 1881, quelques jours avant les élections législatives, par le journaliste et homme politique radical-socialiste « libertaire » Henry Maret, qui en devient le premier rédacteur en chef. Maret, alors conseiller municipal de Paris et candidat à la députation, venait de quitter La Vérité, à la suite de désaccords financiers avec le directeur et propriétaire de cette feuille, Édouard Portalis.
Le Radical de 1881 est le troisième du nom. En effet, ce titre a auparavant été porté par deux autres journaux parisiens. Le premier, dirigé par Jules Mottu et notamment rédigé par Sigismond Lacroix, avait été fondé en octobre 1871 puis supprimé en juin 1872. Le second avait été lancé en 1877 par Lacroix avant d'être supprimé à son tour la même année par le régime du 16 mai. Par la suite, Lacroix a fait partie de l'équipe de La Vérité, comme le rédacteur en chef du Radical de 1881, dont il devient l'un des principaux collaborateurs jusqu'en 1906.

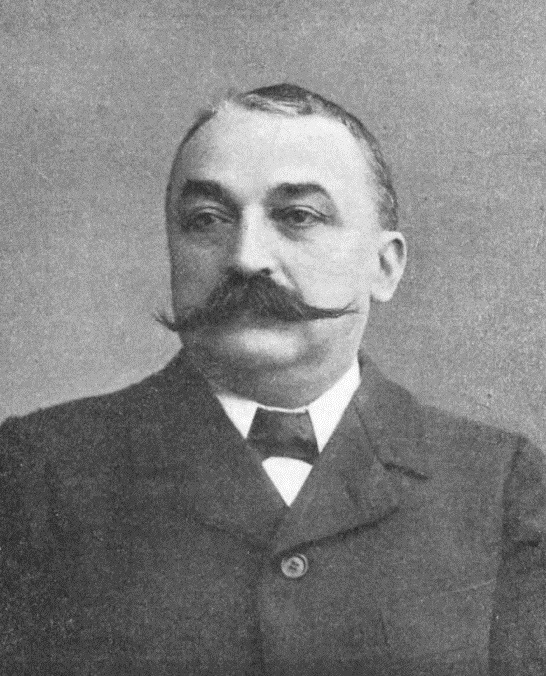
Victor Simond, propriétaire et premier directeur du Radical.

Le propriétaire et directeur du nouveau quotidien est Victor Simond (1847-1911). Celui-ci est actif au sein de la presse républicaine depuis la fin du Second Empire aux côtés de son frère aîné Valentin, qui a précédemment dirigé Le Mot d'Ordre, auquel Maret a également collaboré.
Le programme du journal, présenté par Maret dans le premier numéro, consiste à mener « le bon combat de l'intransigeance contre l'opportunisme et le faux radicalisme » et affiche sa proximité idéologique avec Rochefort (L'Intransigeant) et Clemenceau (La Justice). Organe des radicaux « autonomistes » alors majoritaires au conseil municipal de Paris, Le Radical prône notamment l'autonomie administrative de la capitale.
Tout d'abord installés au no 10 de la rue Saint-Joseph, les bureaux du Radical sont transférés le 1er janvier 1884 aux no 144 (puis 142) de la rue Montmartre et no 19 de la rue du Croissant, au cœur de la « République du Croissant », dans un bâtiment neuf bâti par Ferdinand Bal pour le journal La France à l'emplacement de l'ancien marché Saint-Joseph. Les nouveaux locaux, aménagés par l'architecte Revel, regroupent désormais la rédaction, l'administration, les ateliers de composition, la clicherie et l'imprimerie.

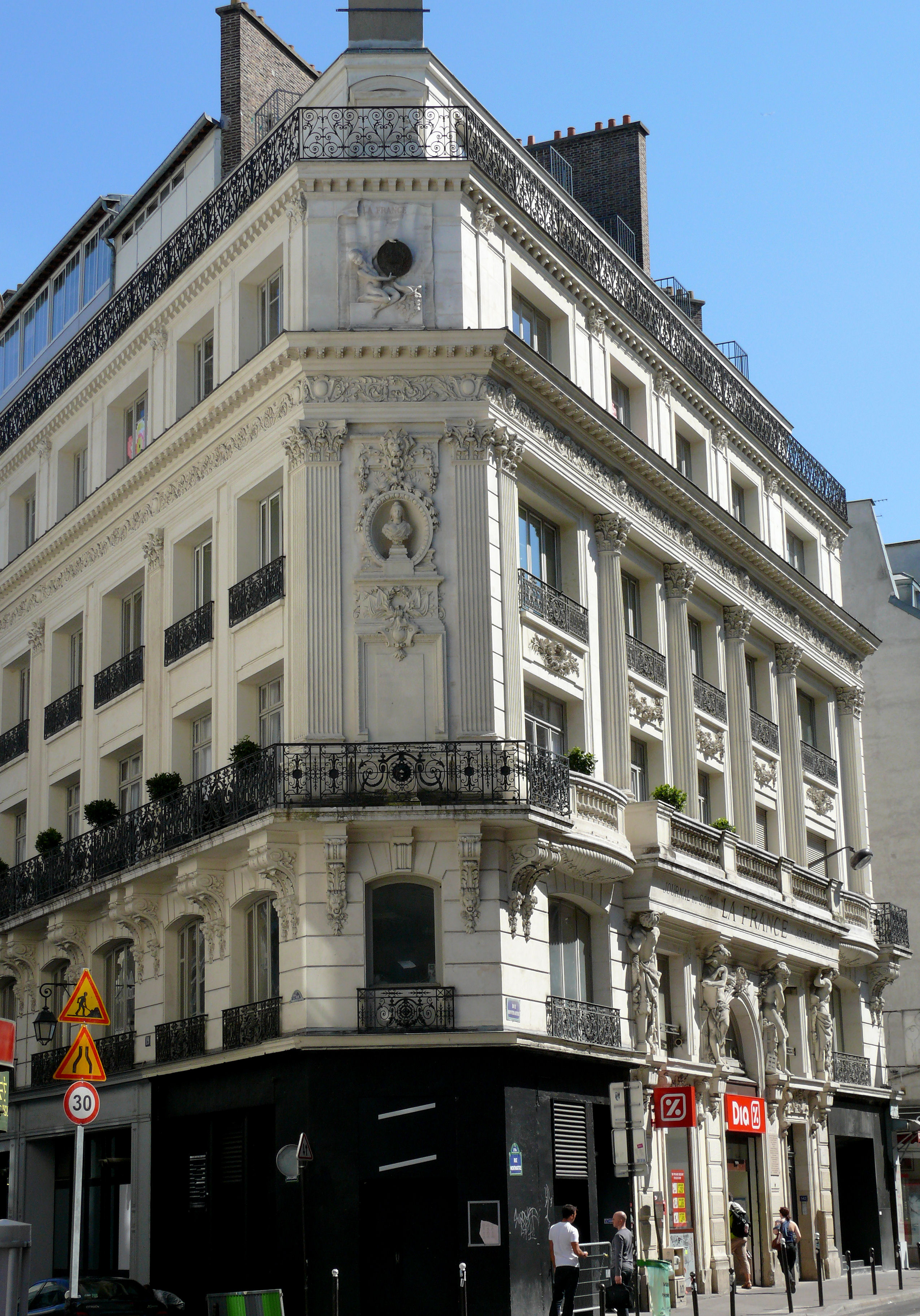
L'immeuble de La France, à l'angle de la rue Montmartre et de la rue du Croissant, abrite les locaux du Radical de 1884 à 1915.

En vue des élections législatives de 1885, Le Radical se joint à huit autres feuilles radicales (dont Le Rappel, Le Petit Parisien, La Justice et La Nation de Camille Dreyfus) afin de former une « Union de la presse radicale socialiste » (UP) et de constituer une liste de candidats pour le département de la Seine. Malgré la publication de listes radicales plus ou moins différentes par d'autres journaux (dont La Lanterne d'Eugène Mayer) ou comités électoraux (dont la « Fédération républicaine radicale des électeurs indépendants de la Seine » et le « comité Maujan » porté par La France libre), 3 des 4 élus du premier tour ont été patronnés par l'UP. Les conservateurs (monarchistes) ayant relevé la tête grâce aux divisions des républicains, ces derniers se rassemblent pour le scrutin de ballotage en une « Union des comités et des journaux républicains » autour des 34 candidats républicains arrivés en tête au premier tour, parmi lesquels 26 (dont Maret et Lacroix) étaient présents sur la liste de l'UP. Grâce à cette discipline républicaine, la liste unique dominée par les radicaux (au détriment des opportunistes) est élue en bloc, loin devant celle des monarchistes, qui n'obtient aucun élu.
Entre 1886 et 1889, Le Radical remplace La Bataille de Lissagaray. À cette époque, le tirage du Radical, journal du matin, augmente sensiblement, passant d'une moyenne de 42 847 exemplaires par jour en décembre 1883 à une moyenne de 87 121 exemplaires par jour en décembre 1887. Cette même année, la société anonyme du Radical, présidée par Simond, réalise un bénéfice net de 174 407 francs. Cette société anonyme au capital de 2 000 000 de francs exploite également quatre autres journaux, dont Le Parti ouvrier de Jean Allemane, un quotidien socialiste possibiliste.
Contrairement à L'Intransigeant et à La Lanterne, Le Radical n'adhère pas au mouvement boulangiste. Victor Simond est d'ailleurs membre de la Société des droits de l'homme et du citoyen, constituée par les radicaux pour lutter contre les projets des partisans de Boulanger.
Impliqué dans le scandale de Panama, Maret doit démissionner de son poste de rédacteur en chef le 30 mars 1897. Arthur Ranc devient dès lors l'un des principaux collaborateurs du journal.

### Le RadicalauXXesiècle

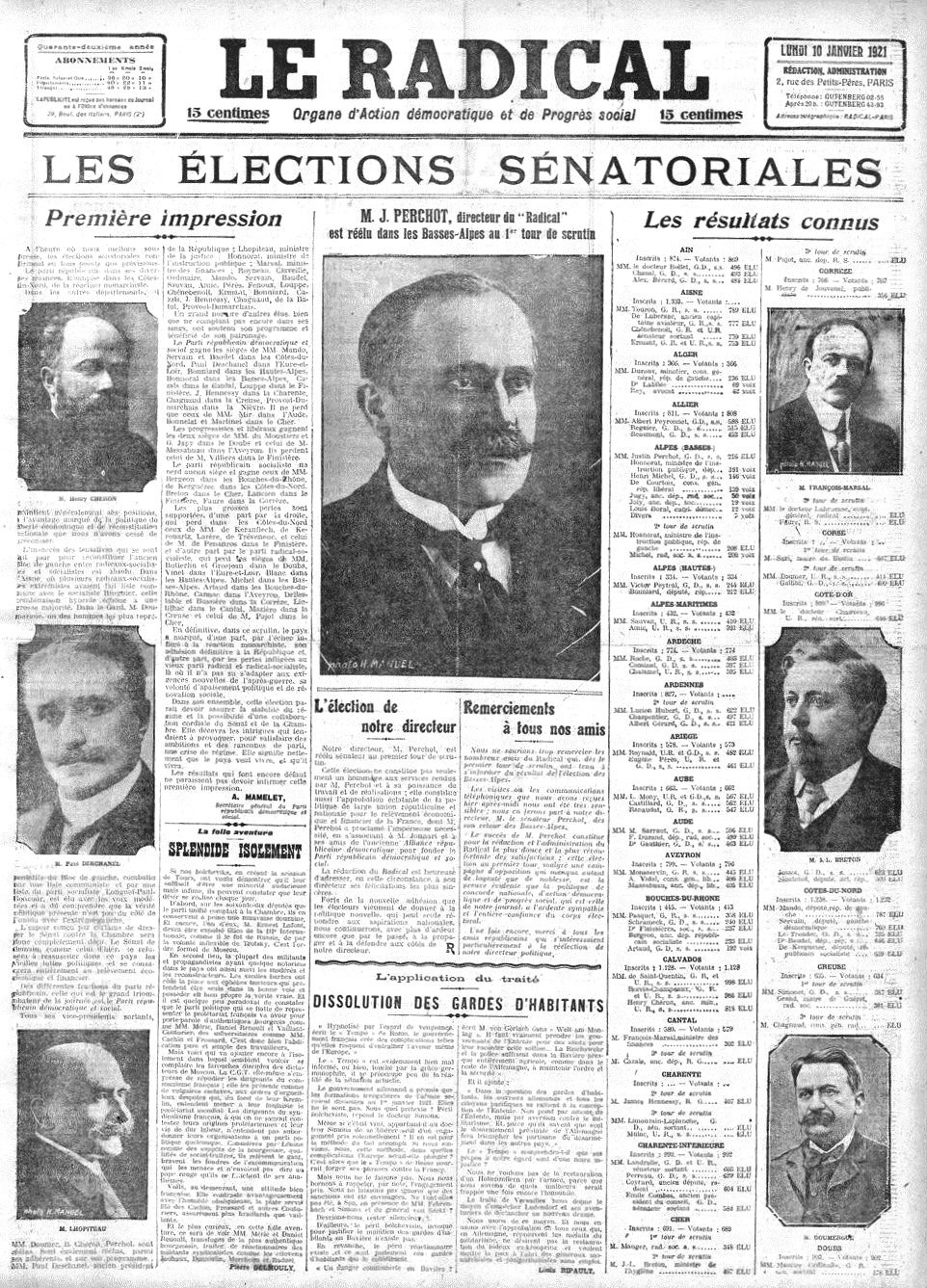
Une du 10 janvier 1921 consacrée aux élections sénatoriales de 1921 et à la réélection de Justin Perchot, directeur du journal.

Maret continue cependant de collaborer au Radical jusqu'au 29 mai 1904, date à laquelle il démissionne après être entré en profond désaccord avec la direction du journal à propos de la politique menée par le gouvernement Combes. Le directeur politique du journal est, depuis le 1er avril précédent, le député Adolphe Maujan, qui entend maintenir Le Radical dans la ligne du puissant Parti radical, fondé en 1901. Parmi les successeurs de Maret (qui devient rédacteur en chef du Rappel le 16 juin 1904) figure Yvon Delbos, devenu rédacteur en chef du Radical à partir de 1912, un an après y être entré comme critique.
Fidèle depuis ses débuts à une ligne éditoriale radicale-socialiste, le quotidien est naturellement proche du Parti radical. Ce lien s'officialise dans les années 1910, sous la direction du député puis sénateur et homme d'affaires Justin Perchot, qui préside également le conseil d'administration de la société anonyme du Radical. Le 27 janvier 1911, à l'issue d'un accord intervenu entre la direction du journal et le comité exécutif du parti de la rue de Valois (présidé par Émile Combes), Le Radical devient officiellement l'« organe du Parti radical et radical-socialiste », sous-titre arboré par la manchette du quotidien jusqu'en 1918. Le 23 septembre de cette année, il reprend toutefois son sous-titre précédent (« organe d'action démocratique et de progrès social »). Ce revirement fait suite à un conflit interne à la Fédération radicale de la Seine, dont certains membres, menés par Alfred Dominique, ont refusé que leur parti puisse sembler « cautionner la politique personnelle et la politique d'affaires de M. le sénateur Perchot ». Faisant allusion au traitement de la condamnation de Louis Malvy par la Haute-Cour, Dominique a même accusé Le Radical de mener des campagnes qui « s'apparentent étrangement à celles de L'Action française ».
Entretemps, les bureaux du journal ont quitté le no 142 de la rue Montmartre pour s'installer au no 2 de la rue des Petits-Pères à partir du 1er octobre 1915.
Devenu hebdomadaire en 1926, Le Radical cesse de paraître en 1931.

## Collaborateurs
- Charles Amouroux[5]
- Hubertine Auclert[30]
- F. Auvillain[31]
- A. de Barral[32]
- Alexandre Biguet[32]
- Octave Blondel
- Charles Bourgeois[33]
- Ferdinand Buisson[34]
- Auguste Caille[32]
- Pascal Ceccaldi[33]
- Chambourcy[35]
- Albert Cim[32]
- Yvon Delbos[26]
- Hector Depasse[33]
- Joachim Derriaz[35],[31]
- Diavolo[32]
- N. Doges[36] (Albert Pinard)[37]
- Francis Enne[35]
- L. Froment[32]
- Roland Furet (d)[32],[31]
- F. Gilles[35]
- Charles Henry[36]
- Paul Heusy[32]
- Michel Hirsch (d)[32],[31]
- Louis Jeannin[32]
- Sigismond Lacroix[5],[31]
- Laerte[32]
- Georges Lefèvre[36]
- Louis Lefranc (Louise Weiss)[38]
- Edmond Lepelletier[39]
- Jules Lermina[30],[31]
- Ernest Lesigne[32],[31]
- Arsène Lopin (d)[39]
- Louis Lucipia[36]
- Ernest Massen[5]
- Gustave Mesureur[30]:358.
- Félix Millet[31]
- B. Moloch (Hector Colomb)[40]
- Jean de Montmartre[32] (Edmond Lepelletier)
- Albert Pinard[36]
- Paul Poncet[41]
- Arthur Ranc[23],[31]
- Tony Révillon[32]
- Gustave Rivet[34]
- Henry Simond[39]
- Alfred Talandier[5]
- Henri Titard[36]
- Gaston Vassy[42]
- Voytou[32]
- Maxime Vuillaume[33],[31]
- Léon Xanrof[33]